# Sweet Spot (canção de Kim Petras)
"Sweet Spot" é uma canção da cantora alemã Kim Petras, contida no seu álbum de estreia, Clarity (2019). Foi lançada em 13 de maio de 2019 pela BunHead, servindo como quarto single promocional do álbum.
Na música, Kim está flertando com seu interesse amoroso em uma festa. Nos versos, ela tenta chamar sua atenção e deixar claro que o quer, enquanto o coro tem uma conotação muito sexual. Em divulgação da canção, foi lançado um lyric video oficial.

## Antecedentes e lançamento
"Sweet Spot" apresenta-se como uma faixa eurodance, com uma tonalidade elétrica, onde Petras encontra-se arrulhando com uma batida contagiante do disco.
A canção possui uma batida hipnótica e pesada, enquanto Petras canta sobre encontrar amor na pista de dança. “Querido, o que você está esperando?/Você tem sinal verde/Não se contenha mais/Vamos viver a nossa melhor vida", canta Petras, chamando seu amante para mais perto.
Sucedendo “Broken”, "Got My Number" e "Blow It All", Petras anunciou o lançamento de surpresa em 12 de maio de 2019 e no dia seguinte a canção foi disponibilizada em todos os serviços de streaming.

## Recepção de critica
A Rolling Stone comentou sobre como a faixa tinha o potencial de ser a música do verão, enquanto vários críticos e jornalistas, como Jordan Miller, do BreatheHeavy, Jeremy Helligar, do Variety, e Nick Levine, do NME comparam a faixa com as obras de Kylie Minogue, incluindo seus álbuns Light Years e Fever.